# Banneville-sur-Ajon
Banneville-sur-Ajon is een plaats en voormalige gemeente in het Franse departement Calvados in de regio Normandië  en telt 389 inwoners (1999). De plaats maakt deel uit van het arrondissement Caen.

## Geschiedenis
De gemeente maakte deel uit van het Villers-Bocage tot het op 22 maart 2015 werd opgeheven en de gemeenten werden opgenomen in het aangrenzende kanton Aunay-sur-Odon. Op 1 januari 2016 fuseerde de gemeente met Saint-Agnan-le-Malherbe tot de commune nouvelle Malherbe-sur-Ajon.

## Geografie
De oppervlakte van Banneville-sur-Ajon bedraagt 5,6 km², de bevolkingsdichtheid is 69,5 inwoners per km².
De onderstaande kaart toont de ligging van Banneville-sur-Ajon met de belangrijkste infrastructuur en aangrenzende gemeenten.

## Demografie
Onderstaande figuur toont het verloop van het inwonertal (bron: INSEE-tellingen).

Vanwege een beveiligingsprobleem met de MediaWiki Graph-software is het momenteel niet mogelijk deze grafiek weer te geven. Zodra de software is bijgewerkt zal de grafiek vanzelf weer zichtbaar worden.